# چار آلگی
چار آلگی (به لاتین: Char Algi) یک منطقهٔ مسکونی در بنگلادش است که در ناحیه بهولا واقع شده‌است.